# Route voïvodale 184 (Pologne)
Pour les articles homonymes, voir Route 184.
La Route voïvodale 184 (DW184) est une route voïvodale (pl) de classe G (pl) dans la partie centrale de la voïvodie de Grande-Pologne, d'une longueur d'environ 42 km. La route traverse 2 powiats : Poznań (gmina: Tarnowo Podgórne), Szamotuły (gmina: Szamotuły) et à travers les villes de Szamotuły, Ostroróg et Wronki.

## Historique de la numérotation et des catégories
Avant 1986, la route entre Przeźmierowo et Szamotuły est numérotée p34, mais sur les cartes routières et les atlas publiés à l'époque, la route est indiquée comme une route secondaire et une soi-disant "autre route" (locale),,. La désignation historique de la route sur le parcours ultérieur de Szamotuły à Wronki n'est pas connue.
Le 14 février 1986, à la suite de la réforme du réseau routier, la route est renumérotée 184. De 1985 à 1998, elle a le statut de route nationale. Depuis le 1er janvier 1999, elle est une route voïvodale.

## Charges par essieu autorisées
À partir du 13 mars 2021, les véhicules dont la charge sur un seul essieu ne dépasse pas 11,5 tonnes sont autorisés à circuler, sauf à certains endroits signalés par un panneau d'interdiction B-19.

### Jusqu'au 13 mars 2021
L'itinéraire est auparavant soumis à des limites de charge pour un seul essieu :
| Signe | Charge à l'essieu | Section                       |
| ----- | ----------------- | ----------------------------- |
|       | jusqu'à 10 tonnes | Szamotuły – Przeźmierowo      |
|       | jusqu'à 8 tonnes  | Wronki – Ostroróg – Szamotuły |

Villages situés le long de l'itinéraire du DW184
- Napachanie ()
- Mrowino
- Cerekwica
- Szamotuły (, )
- Ostroróg ()
- Wronki (, )

### Ancien kilométrage
- Przeźmierowo ()
- Poznań (partie périphérique de Wielkie (pl))
- Baranowo

## Changements de tracé
Jusqu'à la fin de l'année 2003, l'itinéraire dans la région de Szamotuły passe par le centre de la ville. En vertu d'une résolution de la Diétine de Grande-Pologne du 26 mai 2003. Le 1er janvier 2004, le tracé des routes voïvodales 184 et 187 est modifié pour devenir le tracé actuel, contournant complètement le centre-ville et la place du marché.
En 2020, en vertu de la résolution n° XXII/425/20 de la Diétine de la voïvodie de Grande-Pologne du 28 septembre 2020, le tronçon allant de la jonction avec la rocade ouest de Poznań (pl) (S11) à Przeźmierowo, d'une longueur de 6,639 km, est exclu du tracé de la route n° 184 et reclassé en tant que route de powiat (pl) de classe Z (pl) portant le numéro 2516P.